# Ischnomera puncticollis
Ischnomera puncticollis là một loài bọ cánh cứng trong họ Oedemeridae. Loài này được Say miêu tả khoa học năm 1823.